# Corto Maltese (Arrow)
Corto Maltese es el tercer episodio de la tercera temporada y cuadragésimo noveno episodio a lo largo de la serie estadounidense de drama y ciencia ficción, Arrow. El episodio fue escrito por Erik Oleson y Beth Schwartz y dirigido por Stephen Surjik. Será estrenado el 22 de octubre de 2014 en Estados Unidos por la cadena The CW.
Oliver decide que es tiempo de que Thea regrese a casa y viaja a Corto Maltese, lugar donde Felicity rastreó el paradero de su hermana. Mientras tanto, Lyle le pide a Diggle que viaje con Oliver ya que sospecha que Mark Shaw, uno de los agentes de A.R.G.U.S. ha desviado su camino. Sintiéndose responsable por la huida de Thea, Roy decide acompañar a Oliver y Diggle en su viaje. Finalmente, Shaw traiciona a Diggle, poniendo en peligro a numerosos agentes de A.R.G.U.S., incluida Lyla.

## Elenco
- Stephen Amell como Oliver Queen/la Flecha.
- Katie Cassidy como Laurel Lance.
- David Ramsey como John Diggle.
- Willa Holland como Thea Queen.
- Emily Bett Rickards como Felicity Smoak.
- Colton Haynes como Roy Harper/Arsenal.
- John Barrowman como Malcolm Merlyn/Arquero Oscuro.
- Paul Blackthorne como el capitán Quentin Lance.

## Continuidad
- Lyla Michaels fue vista anteriormente en The Calm.
- El episodio marca la primera aparición de Ted Grant y Mark Shaw.
- Oliver, Diggle y Roy viajan a Corto Maltese en busca de Thea.

## Desarrollo

### Producción
La producción de este episodio comenzó el 22 de julio y terminó el 30 de julio de 2014.

### Filmación
El episodio fue filmado del 31 de julio al 12 de agosto de 2014.

### Casting
El 29 de julio de 2014, J.R. Ramirez fue anunciado para interpretar a Ted Grant. Mientras que el 4 de agosto se dio a conocer que David Cubitt fue contratado para interpretar a Mark Shaw.

## Recepción

### Recepción de la crítica
Jesse Schedeen de IGN calificó al episodio como bueno y le otorgó una puntuación de 7.7, comentando: "Corto Maltese ofreció un buen cambio de ritmo, ya que cambió la configuración a la nación de la isla titular. Por desgracia, este episodio no se centró en Thea y Malcolm directamente tanto como lo pudo haber hecho, y se distrajo con un conflicto de A.R.G.U.S. visceralmente fresco pero dramáticamente vacío. Aun así, hay una gran cantidad de platos girando ahora mientras el conflicto general de la temporada 3 comienza a tomar forma. La acción y el drama sólo deberían aumentar a medida que la Liga de los Asesinos entre en el juego".